# Друга ліга Білорусі з футболу
Друга ліга Білорусі з футболу (біл. Другая ліга чэмпіянату Беларусі па футболе) — третя за рангом і остання професійна футбольна ліга Білорусі. Найкращі команди здобувають путівку до Першої ліги. Прямого вильоту з Другої ліги в чемпіонати областей немає, в той час як аматорські команди з обласних змагань можуть подати заявку до Федерації футболу на перехід в Другу Лігу.

## Історія

### Переможці
- 1992 — «Зміна» (Мінськ)
- 1992/93 — «Брестбитхім» (Брест)
- 1993/94 — «Кардан-Флаєрс» (Гродно)
- 1994/95 — «Фомальгаут» (Борисов), «Нафтан-Девон» (Новополоцьк)
- 1995 — «МПКЦ-2» (Мозир), «Максим-Орша»
- 1996 — БАТЕ (Борисов), «Вейно»
- 1997 — «Динамо-Енерго» (Вітебськ), «Свіслоч-Покрівля» (Осиповичі)
- 1998 — «Зірка-БГУ» (Мінськ), «Граніт» (Мікашевичі)
- 1999 — «Трактор» (Мінськ), «Лунінець»
- 2000 — «Даріда» (Столбці)
- 2001 — «Локомотив» (Мінськ)
- 2002 — «МТЗ-РІПО» (Мінськ)
- 2003 — «Барановичі»
- 2004 — «Орша»
- 2005 — «Торпедо-СКА» (Мінськ)
- 2006 — «Динамо-Белкард» (Гродно)
- 2007 — ПМЦ (Постави)
- 2008 — «ДБК-Гомель»
- 2009 — «Руденськ»
- 2010 — «Городея»
- 2011 — «Ліда»
- 2012 — «Смолевичі-СТІ»
- 2013 — «Гомельжелдортранс»
- 2014 — «Барановичі»
- 2015 — «Промінь» (Мінськ)
- 2016 — «Хвиля» (Пінськ)
- 2017 —  ЮАС Житковічі
- 2018 — «Рух» (Берестя)
- 2019 — «Арсенал» (Дзержинськ)
- 2020 — «Дніпро» (Могильов)
- 2021 — «Островець»